# Frjazino
Frjazino (Russisch: Фрязино) is een wetenschapsstad in de Russische oblast Moskou, 25 kilometer ten noordoosten van Moskou. Ze is gelegen aan de rivier de Loebosejevka. De stad telde 60.437 inwoners in 2018.

## Geschiedenis
Frjazino ontstond uit enkele dorpen, die al aan het eind van de 16e eeuw bestonden. Een ervan heette Grebnevo. Een ander dorp heette Frjasinovka naar de familienaam van de grondbezitters. Sinds 1784 heette het dorp Frjazina en vanaf 1862 Frjazino. Als industrieplaats kreeg het pas aan het begin van de 20e eeuw betekenis, toen er een textielfabriek en een tegelfabriek kwamen.
Na de oktoberrevolutie en de overgang van de fabrieken in handen van de Staat, ontwikkelde de plaats zich tot een arbeidersstad, die in 1951 ongeveer 12.000 inwoners telde en toen stadsrechten kreeg.

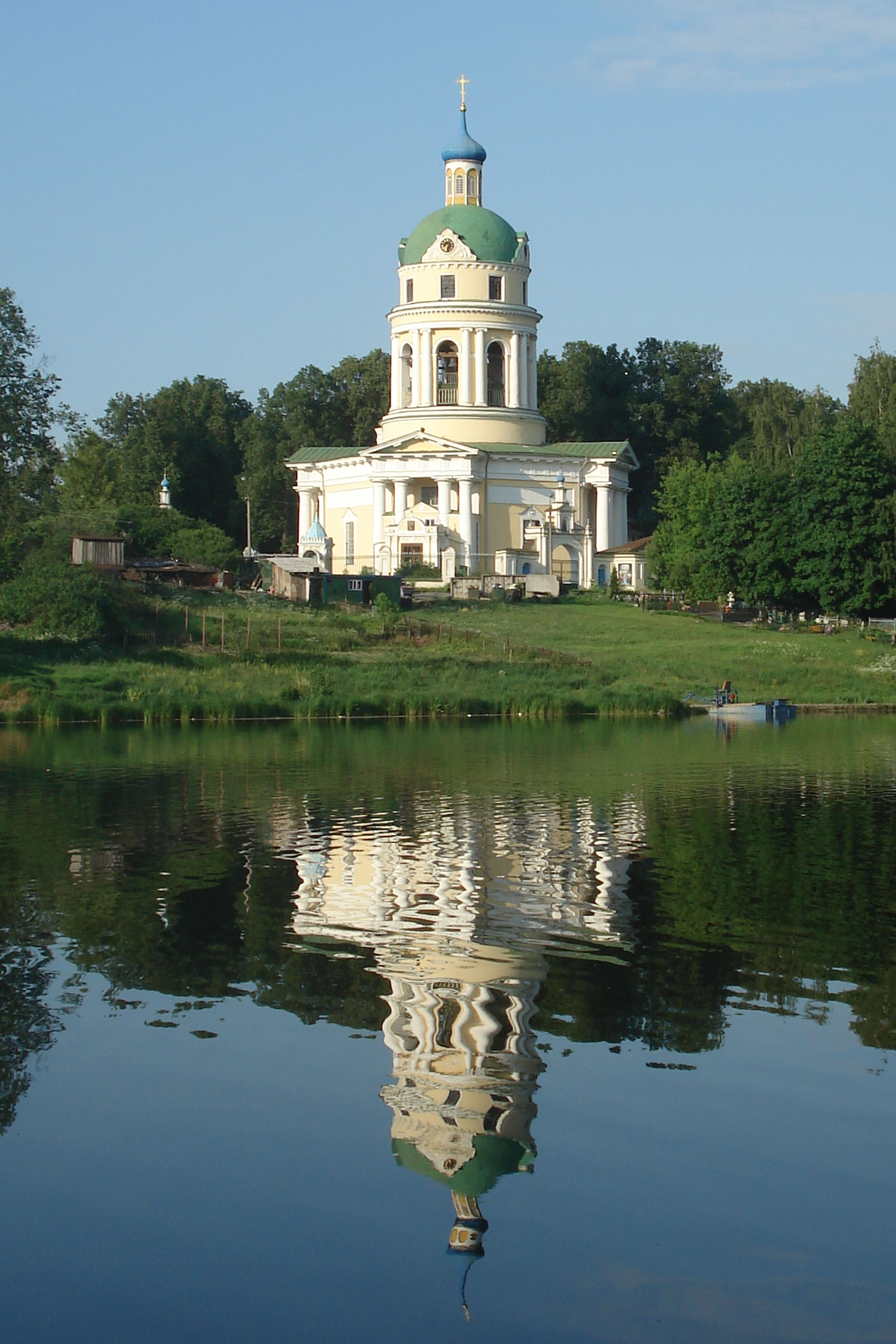
St. Nicholaaskerk (1823) in Grebnevo, nabij Frjazino

### Bevolkingsontwikkeling
| Jaar | Aantal inwoners |
| ---- | --------------- |
| 1939 | 5.901           |
| 1959 | 19.130          |
| 1970 | 32.369          |
| 1979 | 46.049          |
| 1989 | 53.317          |
| 2002 | 52.436          |
| 2010 | 55.369          |
| 2018 | 60.437          |

## Economie en verkeer

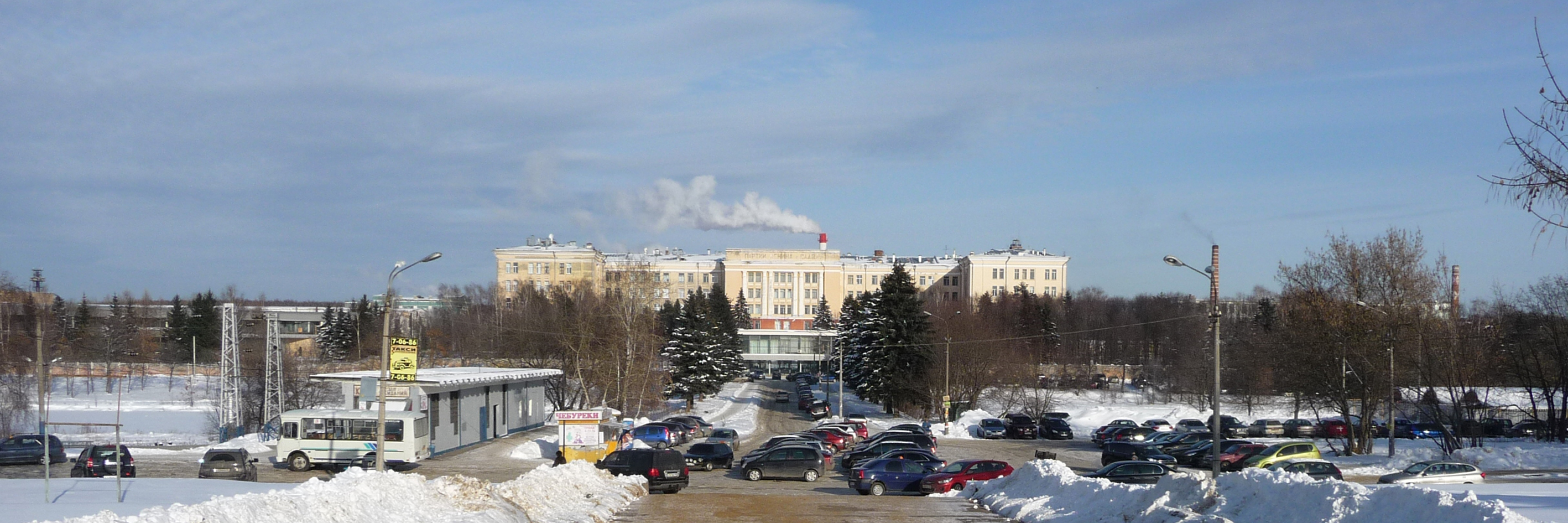
In het midden, op de achtergrond het hoofdgebouw van "Istok". Links het spoorwegstation.

Sinds de jaren 1930 bezit Frjazino een fabriek voor radio-electronica, sinds de jaren 1940 kwamen er ook enkele onderzoeksinstituten op dit gebied. Daarom is Frjazino ook bekend onder de naam Naoekograd, een stad met een aantal wetenschappelijke onderzoeksinstituten. Eind 20e eeuw werden er een fabriek voor medische apparatuur van de onderneming Istok, een producent van gehoorapparaten en een producent van verlichtingsarmaturen gevestigd. Veel inwoners werken echter in Moskou. Het aantal inwoners is vanaf eind 20e eeuw nog stijgende, in tegenstelling tot veel andere steden in Rusland.
De stad beschikt over een spoorwegstation dat een regelmatige verbinding biedt met het station Jaroslavl in Moskou. De autosnelweg M8 verloopt langs Poesjkino, ongeveer 20 km ten westen van Frjazino.

## Bekende personen
- Aleksandr Balandin (* 1953), Kosmonaut
- Stanislav Petrov (1939–2017), Militair